# Friona okinawana
Friona okinawana là một loài tò vò trong họ Ichneumonidae.